# Christine Siegert

Christine Siegert (2009)

Christine Siegert (* 24. April 1971 in Göttingen) ist eine deutsche Musikwissenschaftlerin.

## Leben
Siegert studierte Schulmusik, Musikwissenschaft, Romanistik und Philosophie an der Hochschule für Musik, Theater und Medien Hannover und an der Université de Picardie Jules Verne in Amiens. 2003 wurde sie in Hannover mit einer Arbeit über Luigi Cherubini promoviert und war anschließend wissenschaftliche Mitarbeiterin des Joseph-Haydn-Instituts in Köln. 2010 wurde sie Juniorprofessorin an der Universität der Künste Berlin.
Am 1. September 2015 übernahm sie schließlich die Leitung des Bonner Beethoven-Archivs und ist in dieser Funktion für die wissenschaftliche Arbeit des Hauses verantwortlich.

## Ehrenämter
Am 19. August 2023 wurde Christine Siegert zur Präsidentin des Landesmusikrats Nordrhein-Westfalen gewählt. Außerdem ist sie Vorsitzende der Arbeitsgemeinschaft für rheinische Musikgeschichte.

## Publikationen (Auswahl)

### Bücher
- Cherubini in Florenz. Zur Funktion der Oper in der toskanischen Gesellschaft des späten 18. Jahrhunderts (= Analecta Musicologica, Band 41), Laaber: Laaber-Verlag 2008; ISBN 978-3-89007-683-6
- Das Haydn-Lexikon, hrsg. von Armin Raab, Christine Siegert und Wolfram Steinbeck, Laaber: Laaber-Verlag 2010; ISBN 978-3-89007-557-0

### Aufsätze
- Musikhistorische Positionen Ludwig Schiedermairs zwischen 1925 und 1950, in: Musikwissenschaft im Rheinland um 1930. Bericht über die Tagung der Arbeitsgemeinschaft für rheinische Musikgeschichte in Köln, September 2007, hrsg. von Klaus Pietschmann, Kassel: Merseburger, 2012 (= Beiträge zur rheinischen Musikgeschichte, Band 171), S. 194–207
- Ein neuer Cherubini-Brief und Neues zu einer alten Arie. Zwei Miszellen, in: Denn Musik ist der größte Segen... Festschrift Helen Geyer zum 65. Geburtstag, hrsg. von Elisabeth Bock und Michael Pauser, Sinzig: Studio-Verlag 2018, S. 115–120
- Ein „neuer Weg“ Vokalensembles zu komponieren? Zu Beethovens Terzett „Tremate, empi, tremate“ op. 116, in: Beethoven. Studien und Interpretationen, Band 7, hrsg. von Magdalena Chrenkoff, Kraków 2018, S. 225–238
- Materialisiertes Wissen und Wissensgenerierung im „Wissensspeicher“ Beethoven-Haus. Ein Beitrag aus der Praxis, in: Die Tonkunst, Jg. 13 (2019), S. 156–163